# Vishnu Kalyandas Ahuja
Vishnu Kalyandas Ahuja es un diplomático indio retirado.
- Vishnu Kalyandas Ahuja es un hijo de Devi y Kalyandas N.
- En 1948 entró al servicio exteriores.
- Fue empleado en  Moscú, París y Bangkok.
- De 1963 a 1964 fue Alto Comisionado en Wellington. (Nueva Zelanda)
- En 1965 fue director del departamento comercio internacional.
- De 1966 a 1968 fue secretario de enlace del gobierno de la India.
- De 1966 a 1972 fue cónsul general en Nueva York y a partir de 1969 concurrente embajador en San José (Costa Rica).
- De 1972 a 1975 fue embajador en Bucarest.
- De 1975 a 1976 fue secretario de enlace.
- De 1976 a 1978 fue secretario del Ministerio de Asuntos Exteriores (India).
- De 1978 a 1979 fue embajador en Teherán (Irán).
- De 1979 a 1980 fue embajador en Tokio.
- De 1980 a 1983 fue embajador en Moscú.[1]